# 位形空间
经典力学中，位形空间（或译组态空间）是一个物理系统可能处于的所有可能状态的空间，可以有外部约束。一个典型系统的位形空间具有流形的结构；因此，它也称为位形流形。
例如，运动在普通欧几里得空间中的单个粒子的位形空间就是R3。对于N个粒子的系统，组态空间就是R3N，或者说它的没有两个位置重叠的子空间。更一般地，可以将在一个流形M中运动的N个粒子的系统的位形空间看作函数空间 MN。
要同时考虑位置和动量，就必须转到位形空间的余切丛中。这个更大的空间称为系统的相空间。简单说来，一个位形空间通常是一个相空间从函数空间构造的“一半”。
在量子力学中，路径积分表述强调了位形的历史。
位形空间也和辫理论相关，因为一条弦不穿过本身的条件可以表述为将函数空间的对角线切除。

## 参看
- 相空间
- 函数空间